# Vorsø
Vorsø ist eine dänische Insel im Horsens Fjord. Sie ist 58 Hektar groß. Vorsø gehört zur Kirchspielsgemeinde (dän.: Sogn) Søvind Sogn, die bis 1970 zur Harde Voer Herred im damaligen Skanderborg Amt gehörte, danach zur Gedved Kommune im damaligen Vejle Amt, die seit der Kommunalreform zum 1. Januar 2007 in der Horsens Kommune in der Region Midtjylland aufgegangen ist. Vorsø hat 1 Einwohner.